# Club sportif des cheminots (basket-ball)
Pour les articles homonymes, voir Club sportif des cheminots.
Le Club sportif des cheminots est un club de basket-ball tunisien.

## Histoire
Il voit le jour en 1942 sous la direction de son capitaine Besset. Dès 1950, il se renforce en faisant appel à quelques joueurs parmi les meilleurs de l'époque, Manoubi Boukraa, Amor Ben Jemiaa ou Mohamed Mkaddem, mais ne dépasse pas la seconde division.
Ce n'est qu'en 1959 qu'il remporte le titre de la deuxième division même si l'équipe perd aux barrages contre l'Espérance sportive de Tunis et le Stade nabeulien. Mais, avec l'apport de Rachid Ksantini (dont les nombreux frères Hamadi, Mehrez, Kamel, Lotfi, Samir et Mondher font successivement le bonheur de l'équipe avant d'être attirés par les grands clubs), Chedly et Abderrazak Fayala, Moncef Rahman, Béchir Guermassi, Mohamed Belarbi, Moncef Rahman et plus tard Abdelkader Ben Ali, Lamjed Ouni, Imed Jabri, Néjib Beskri ou encore Mokhtar Ben Saad, le club remporte deux championnats (et en perd trois autres après appui) et deux coupes de Tunisie.

## Palmarès
| National |
| --- |
| - Championnat de Tunisie masculin de basket-ball (2) : - Vainqueur : 1974, 1978 - Premier ex æquo : 1972, 1977, 1990 - Finaliste : 1971, 1973, 1975, 1979, 1997 - Coupe de Tunisie masculine de basket-ball (2) : - Vainqueur : 1975, 1976 - Finaliste : 1971, 1974, 1988, 1997 |

## Anciens joueurs
- Seif Ben Maati
- Sylvain Bitan
- Imed Jabri
- Sameh Kraiem
- Marouen Lahmar